# Tarczyk zielony
Tarczyk zielony, tarczyk kiryśnik (Cassida viridis) – gatunek chrząszcza z rodziny stonkowatych i podrodziny tarczykowatych. Występuje w niemal całej Palearktyce. Żeruje na różnych jasnotowatych.

## Taksonomia
Gatunek ten opisany został po raz pierwszy w 1758 roku przez Karola Linneusza. W 1952 roku Walter Douglas Hincks wyznaczył go gatunkiem typowym podrodzaju Odontionycha, który to wprowadzony został w 1891 roku przez Juliusa Weise. Według współczesnych definicji do podrodzaju tego zalicza się oprócz tarczyka zielonego tylko gatunki dalekowschodnie, w związku z czym jest on jedynym jego europejskim przedstawicielem.

## Morfologia
Chrząszcz o owalnym w zarysie ciele długości od 7 do 10 mm. U żywych osobników grzbietowa strona ciała jest jednolicie zielona i matowa. U okazów martwych i wysuszonych wierzch ciała staje się żółty. Brzegi przedplecza i pokryw są rozpłaszczone, ale nie podgięte. Szerokość przedplecza jest znacznie mniejsza niż pokryw. W punktowaniu pokryw próżno szukać jakiejkolwiek regularności. Punkty na sklepionej części pokryw są drobne i stosunkowo gęsto rozmieszczone, zaś na ich rozpłaszczonych bokach większe i bardziej rozproszone. W przeciwieństwie do C. hemisphaerica brak jest rzędu dużych i głębokich punktów rozgraniczających część wypukłą i rozpłaszczone obrzeża pokryw. Głowa i spód tułowia ubarwione są czarno, zaś spód odwłoka jest czarny z żółtymi obrzeżeniami po bokach. Czułki są czarne z żółtymi nasadami. Odnóża mają kolor żółtawy. Stopy mają pazurki uzbrojone w ząbek przy nasadzie.

## Ekologia i występowanie

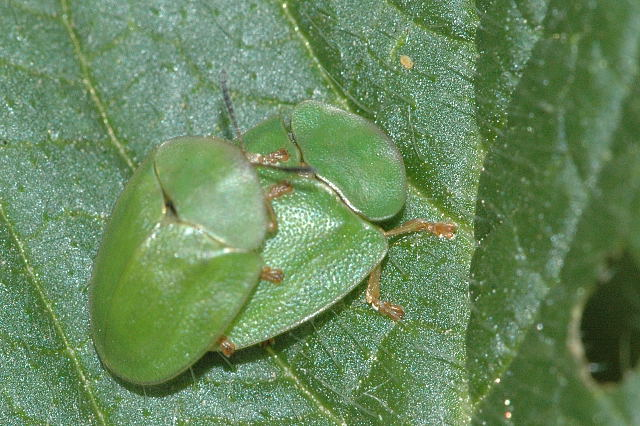
Kopulacja

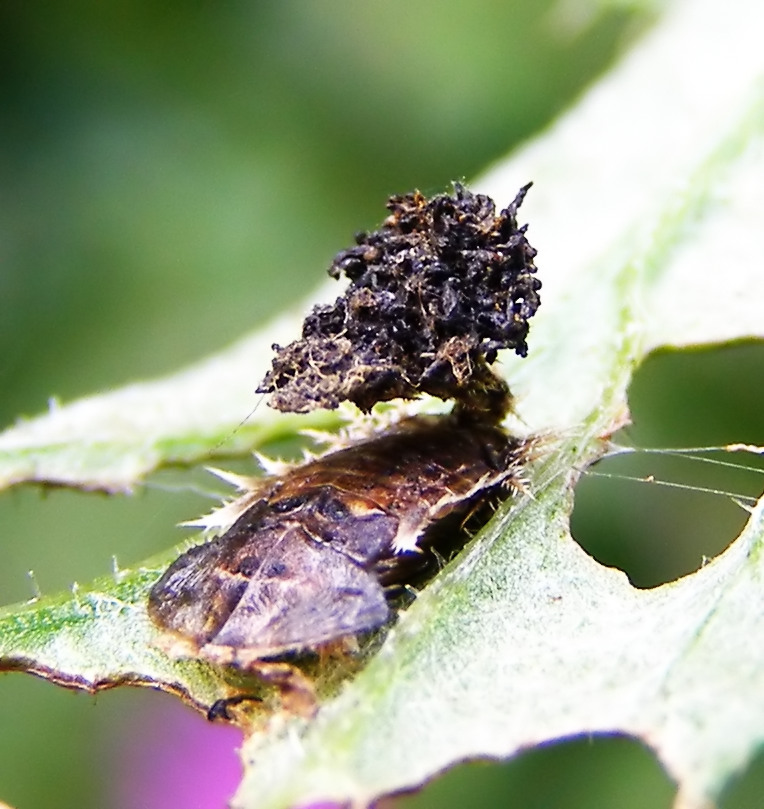
Poczwarka.

Owad ten zamieszkuje łąki, ugory, przydroża, przytorza, parki i podobne siedliska. Preferuje pobrzeża wód i inne stanowiska wilgotne. Zarówno osobniki dorosłe jak i larwy tego tarczyka są polifagicznymi fitofagami żerującymi na roślinach z rodziny jasnotowatych. Wśród ich roślin żywicielskich wymienia się: czyśćce, Isodon kameba, karbieniec pospolity, kocimiętkę właściwą, melisę lekarską, mięta długolistną, miętę okrągłolistną, miętę okręgową, miętę nadwodną, miętę pieprzową, miętę polną, miętę wonną, poziewnik miękkowłosy, poziewnik piaskowy, poziewnik pstry, poziewnik szorstki, szałwię lekarską, szałwię lepką, szałwię łąkową, Salvia palustris, Salvia recta, Salvia silvatica.
Jest to gatunek palearktyczny o szerokim rozsiedleniu. W Europie znany jest z Portugalii, Hiszpanii, Wielkiej Brytanii, Francji, Monako, Belgii, Luksemburga, Holandii, Niemiec, Szwajcarii, Liechtensteinu, Austrii, Włoch, Słowenii, Danii, Szwecji, Norwegii, Finlandii, Estonii, Łotwy, Litwy, Polski, Czech, Słowacji, Węgier, Ukrainy, Rumunii, Bułgarii, Słowenii, Chorwacji, Bośni i Hercegowiny, Serbii, Czarnogóry, Albanii, Macedonii Północnej, Grecji, europejskich części Rosji i Turcji (z prowincji İstanbul i Tekirdağ). Jego północna granica zasięgu na tym kontynencie biegnie przez Wyspy Brytyjskie, południe Półwyspu Fennoskandzkiego i Karelię. W Afryce Północnej zamieszkuje Maroko. W Azji znany jest z Turcji (z prowincji Adana, Aksaray, Amasya, Ankara, Balıkesir, Bolu, Çanakkale, Çankırı, Diyarbakır, Erzurum, Hatay, Isparta, İzmir, Kahramanmaraş, Kastamonu, Kayseri, Kırşehir, Konya, Muş, Nevşehir, Niğde, Osmaniye, Sakarya, Şanlıurfa, Tokat, Trabzon, Tunceli, Zonguldak), Syrii, Syberii, Rosyjskiego Dalekiego Wschodu, Kazachstanu, Uzbekistanu, Kirgistanu, Chin, Korei i Japonii. W Polsce jest pospolity.